# Острогорская, Татьяна Евгеньевна
Татьяна Евгеньевна Острогорская (7 декабря 1918, Екатеринослав — 13 мая 1993, Санкт-Петербург) — художник по костюмам театра и кино, член Союза художников СССР.

## Биография[3]
В 1934 году после участия в конкурсе юных дарований поступила в созданную в том же году Школу юных дарований при Всероссийской Академии художеств.
с 1937 года по 1941 год училась на актерском факультете Ленинградского театрального института (курс Бориса Зона). Тогда же она сделала свою первую работу в качестве театрального художника — эскизы костюмов для курсового спектакля «Водевиль» по пьесе А.П. Чехова. 
После окончания института (с 1941 по 1951 гг.) Т.Е.Острогорская служила актрисой в театрах Свердловска, Перми, Новгорода и др. 
С 1951 года по 1959 год — главный художник Ленинградского областного театра драмы и комедии, в котором оформила более 30 спектаклей. 
С 1956 года — член Союза художников РСФСР.
Татьяна Острогорская была штатным художником киностудии «Ленфильм», работала также главным художником в Театре на Литейном. Создала костюмы для многих советских кинофильмов, в числе которых такие популярные картины, как «Собака на сене», «Д’Артаньян и три мушкетёра», «Благочестивая Марта», «Дон Сезар де Базан», «Тартюф» и другие. Авторству Татьяны Острогорской принадлежат костюмы к большинству кинолент знаменитого кинорежиссёра Яна Фрида, многие из которых до сих пор хранятся в костюмерных киностудии «Ленфильм».

## Оценки современников
Маргарита Терехова о костюмах Татьяны Острогорской для телефильма «Собака на сене»:
Помню, наш художник по костюмам Татьяна Острогорская творила чудеса. Мы в то время все жили как-то по-нищенски, а тут... Эти платья, воротники необыкновенные из самых простых кружев! Татьяна пропитывала их каким-то особым составом, чтоб они так красиво стояли, умела найти редчайшие ткани…
Георгий Юнгвальд-Хилькевич, режиссёр телефильма «Д’Артаньян и три мушкетёра»:
Прекрасный питерский художник Татьяна Острогорская сделала абсолютно все костюмы к «Трём мушкетёрам». Замечательные костюмы! Её эскизы: красная кардинальская мантия, голубое платье Анны Австрийской, на котором Людовик Тринадцатый считал подвески, до сих пор висят на стенах у нас дома.

## Фильмография

### Художник по костюмам
- 1943 — «Актриса»
- 1967 — «Зелёная карета»
- 1970 — «Ференц Лист»
- 1971 — «Прощание с Петербургом»
- 1977 — «Блокада»
- 1977 — «Собака на сене»
- 1978 — «Д’Артаньян и три мушкетёра»
- 1980 — «Благочестивая Марта»
- 1982 — «В старых ритмах»
- 1982 — «Демидовы»
- 1983 — «Вольный ветер»
- 1989 — «Дон Сезар де Базан»
- 1992 — «Тартюф»
- 1992 — «Белые ночи»
- 1993 — «Тайна королевы Анны, или Мушкетёры тридцать лет спустя»[10][11]